# 主神
主神（）とは
1. 社（祠）に祭られた複数の神のうち主なる神。主祭神。この意味の主神については「祭神」を参照。
2. 上記から転じて多神教もしくは一部の一神教（単一神教、拝一神教）における最高神もしくは至上神。

本項では後者の意味について述べる。

## 主神の権威の由来
主神の権威の由来には次のようなものがある。
- 自身が世界万物の創造主である。
- 過去存在した主神あるいは敵対者との争いによる主神の地位の獲得。
- 上記のように戦いや争いによらなくても他の神々（あるいはその宗教の信者）が権威を認めたとき。

## 主神の変遷
主神はいつまでも変わらず主神の地位にあるわけではない。
- ヘシオドスの『神統記』によれば、古代ギリシアのオリュンポスの神々の主神はウラノス（ウラヌス）→クロノス→ゼウスと移り変わったと伝えられている。
- 北欧神話縁のスウェーデンのウプサラの大神殿では、主神として知られるオーディンではなく、トールが主神として祭られていた。ウプサラの大神殿内には、中心に主神トールの神像が、左右にオーディンとフレイの神像が安置されていた。本来はトールあるいは天空神テュールが主神であり、元来は詩人の神であったオーディンを信奉する詩人が神話伝説を伝承するうちに次第に主神の地位を獲得していったとする研究もある。